# 러시아 방주
《러시아 방주》(러시아어: Русский ковчег, 영어: Russian Ark)는 러시아 연방에서 제작된 알렉산더 소쿠로프 감독의 2002년 실험 역사 드라마 영화이다.
이 영화는 2001년 12월 23일 러시아 예르미타시 미술관의 겨울 궁전에서 단독 96분 스테디캠 시퀀스 샷을 사용하여 온전히 촬영되었다.